# Anneliese van der Pol
Anneliese Louise van der Pol (født 23. september 1984) er en hollandskfødt amerikansk skuespillerinde og sangerinde. Efter en tidlig karriere på musical-teatre, blev hun castet som Chelsea Daniels i Disney Channel-serien That's So Raven.
Van der Pol har også en karriere som sangerinde og har indspillet enkelte sange for The Walt Disney Company.